# شافي الدوسري
شافي الدوسري (مواليد 1 فبراير 1990 في السعودية)، هو لاعب كرة قدم سعودي يلعب كظهير أيسر.
كانت بداياته في نادي الهلال و انتقل في موسم 2012-2013 إلى نادي الاتحاد و في صيف 2013-2014 وقع مع نادي الفتح و في عام 2016 وقع مع نادي الخليج السعودي و لعب معهم موسم و بعدها وقع مع نادي أحد.

## روابط خارجية
- شافي الدوسري على موقع قاعدة بيانات كرة القدم.إي يو (الإنجليزية)
- شافي الدوسري على موقع Soccerway.com (الإنجليزية)